# За право первой ночи
«За право первой ночи» («В море») — российский немой фильм 1916 года из «Русской золотой серии». Премьера состоялась 10 сентября 1916 года. Фильм не сохранился.

## Сюжет
По рассказу А.П. Чехова «В море». Сюжет изложен в журналах «Сине-фоно» и «Проектор» (1916).
Матросы в кубрике бросали жребий. На теплоходе была «каюта для новобрачных», а в её стенах два отверстия для подглядывания. Одно отверстие досталось старому матросу, а другое — его сыну.
Новобрачная сидела на кровати, а муж долго уговаривал её. Наконец она кивнула ему. Муж вышел из каюты и через несколько минут вернулся с полным старым англичанином. Англичанин отдал пачку денег и остался наедине с новобрачной. 
Старый матрос взял сына за руку и сказал, что тот не должен этого видеть. Сын вынес пьяного отца на палубу, где шёл дождь.

## В ролях
| Актёр             | Роль              |
| ----------------- | ----------------- |
| Д. Дмитриев       | старый матрос     |
| Николай Церетелли | его сын           |
| Константин Хохлов | новобрачный       |
| Е. Бемэ           | новобрачная       |
| М. Визаров        | английский банкир |

## Съёмочная группа
- Режиссёр: Александр Уральский
- Оператор: Брицци и Александр Рылло(?)[2]
- Художник: Владимир Егоров
- Продюсер: Пауль Тиман

## Критика
Рецензент журнала  «Проектор» писал:  «В этой небольшой кинопьесе счастливо сочетались все те данные, которые способны создать действительно художественный шедевр экрана…Палуба парохода в ненастную ночь; сцена в трюме, куда пробираются двое матросов; колебания света и тени ... матросская каюта, столовая парохода — всё это своего рода технические шедевры экрана».